# Слід сокола (фільм)
«Слід сокола» (нім. «Spur des Falken») — радянсько-німецький художній фільм-вестерн, знятий в 1968 році режисером Готтфрідом Кольдітцом.

## Сюжет
Друга половина XIX століття. На індіанських територіях племені дакота в Чорних горах знайдене золото. Бандити, золотошукачі та ділки потягнулись на його кривавий запах. Знищуючи стада бізонів та вирізаючи цілі села, їм вдається послабити плем'я. Вождь Зіркий Сокіл зі своїми відбивають зброю та нападають на поселення білих. Білих може врятувати тільки прихід армії. Розпочинається кривава битва.

## В ролях
- Гойко Мітіч — Зіркий Сокіл, вождь
- Ханьо Хассе — Бледжен
- Барбара Брильська — Кетрін Емерсон
- Лейла Месхі — Синьоволоса
- Рольф Гоппе — Бешан
- Хартмут Бір — Флетчер
- Хельмут Шрайбер — Сем Блейк
- Фред Дельмаре — Петер Хілле
- Фред Людвіг — Емерсон
- Хорст Кубе— Чет
- Дітмар Ріхтер-Райник— лейтенант Форсайт
- Отар Коберідзе — Шалений Кінь